# Муромське водосховище
 Му́ромське водосховище  — невелике руслове водосховище на річці Муромі (ліва притока Харкова). Розташоване в Харківському районі Харківської області.
Муромське водосховище має об'єм 14 млн куб. метрів, площа 4,08 квадратних кілометрів. Його довжина 3,4 км, максимальна ширина 1 км. Водосховище було створене в 1978 році, як одне з трьох резервних водосховищ (разом з В'ялівським і Трав'янським) для постачання прісною водою міста Харкова. Гребля розташована на схід від села Руські Тишки, за 4,5 км від гирла річки Мурома.
- Водосховище побудовано в 1978 році по проекту інституту "Харківдіпроводгосп".
- Призначення - зрошення, риборозведення.
- Вид регулювання - багаторічне.

## Основні параметри водосховища
- нормальний підпірний рівень — 124,5 м;
- форсований підпірний рівень — 126,0 м;
- рівень мертвого об'єму — 120,0 м;
- повний об'єм — 14,08 млн м³;
- корисний об'єм — 12,23 млн м³;
- площа дзеркала — 408 га;
- довжина — 3 км;
- середня ширина - 0,7 км;
- максимальні ширина - 1,3 км;
- середня глибина — 3,5 м;
- максимальна глибина — 8,0 м.

## Основні гідрологічні характеристики
- Площа водозбірного басейну - 193 км².
- Річний об'єм стоку 50% забезпеченості - 13,17 млн м³.
- Паводковий стік 50% забезпеченості - 9,46 млн м³.
- Максимальні витрати води 1% забезпеченості - 160 м³/с.

## Склад гідротехнічних споруд
- Глуха земляна гребля довжиною - 720 м, висотою - 10 м, шириною - 10 м. Закладення верхового укосу - 1:10, низового укосу - 1:4.
- Шахтний водоскид із монолітного залізобетону висотою - 8 м.
- Водоскидний тунель розмірами 2(3х2,3)м + 2(3,8х2,3)м + 2(3,8х2,3)м.
- Донні пробкові затвори розташовані перед шахтою. Розрахункова витрата - 41,0 м³/с.

## Використання водосховища
Водосховище було побудовано для зрошення на Муромській зрошувальній системі Харківського району.
На даний час використовується для потреб зрошення ПП "КРГ-Атос".
Гідротехнічна споруда знаходиться на балансі Харківського міжрайонного управління водного господарства.